# Carl Ahues
Carl Oscar Ahues (Bremen, 26 de desembre de 1883 - Hamburg, 31 de desembre de 1968), fou un jugador d'escacs alemany, que ostentà el títol de Mestre Internacional des de 1950.

## Resultats destacats en competició
El 1910 va ser campió de Berlín. El 1929 es proclamà campió d'Alemanya, guanyant el 26è Congrés de la DSB a Duisburg. El 1930, va quedar 6è al Torneig de San Remo (el campió fou Aleksandr Alekhin), empatà als llocs 4t-5è a Scarborough (victòria d'Edgar Colle), i empatà als llocs 3r a 5è a Lieja (el vencedor fou Savielly Tartakower). El 1931, va empatar als llocs 2n-4t a Berlín (el campió fou Herman Steiner), i va empatar als llocs 4t-6è a Swinemünde (27è Congrés de la DSB, victòria conjunta d'Iefim Bogoliúbov i Ludwig Roedl).
El 1933, va quedar 10è a Bad Pyrmont (1r Campionat d'Alemanya, el campió fou Bogoliúbov). El 1934, va quedar 3r a Bad Niendorf (el guanyador fou Gideon Ståhlberg). El 1935, va ser quart a Bad Aachen (3r Campionat d'Alemanya, victòria de Kurt Richter). El 1935, va guanyar a Hamburg. El 1935, aconseguí empatar als llocs 5è-6è a Bad Nauheim (el campió fou Bogoliúbov). El 1936, va quedar tercer, per darrere d'Aleksandr Alekhin i de Paul Keres, a Bad Nauheim. El 1939, va aconseguir el quart lloc a Bad Harzburg (victòria d'Erich Eliskases).
El 1940, empatà als llocs 6è-9è a Bad Oeynhausen (7è Campionat d'Alemanya, victòria de Georg Kieninger). El 1940, empatà als llocs 5è-8è a Cracòvia/Bad Krynica/Varsòvia (guanyaren Anton Kohler i Bogoliúbov). El 1941, empatà als llocs 9è-11è a Trentschin-Teplitz (triomf de Jan Foltys). El 1942, va quedar 10è a Múnic (Campionat d'Europa, Wertungsturnier - Torneig de Qualificació, victòria de Gösta Danielsson). El 1942, va guanyar a Berlín (BSG). El 1944, va empatar als llocs 2n-3r, per darrere d'Elsas, a Luxemburg.
Després de la Segona Guerra Mundial, va viure a l'Alemanya Occidental. El 1946, va guanyar a Bad Harzburg. El 1947, va empatar als llocs 2n-3r, per darrere de Ludwig Rellstab, a Stuttgart. El 1953, va aconseguir empatar als llocs 7è-9è a Leipzig (Campionat d'Alemanya, el triomf fou per Wolfgang Unzicker).

### Participació en competicions per equips
Ahues va representar Alemanya tres vegades a les Olimpíades d'escacs.
| Any  | Olimpíada                | Ciutat  | Tauler | Guanyades | Taules | Perdudes | %    | Posició indiv. | Posició equip     |
| ---- | ------------------------ | ------- | ------ | --------- | ------ | -------- | ---- | -------------- | ----------------- |
| 1930 | II Olimpíada             | Hamburg | 1r     | 4         | 7      | 3        | 53,6 |                | Medalla de bronze |
| 1931 | IV Olimpíada             | Praga   | 2n     | 3         | 8      | 2        | 53,8 | 9              | 5                 |
| 1936 | III Olimpíada no oficial | Múnic   | 2n     | 3         | 12     | 1        |      |                | Medalla de bronze |